# Rhipidure noir
Rhipidura atra
Espèce
Statut de conservation UICN

 LC  : Préoccupation mineure
Le Rhipidure noir (Rhipidura atra) est une espèce de passereau de la famille des Rhipiduridae, endémique de Nouvelle-Guinée.

## Habitat
Il habite les montagnes humides tropicales et subtropicales.

## Répartition et sous-espèces
Selon Alan P. Peterson, cet oiseau est représenté par deux sous-espèces :
- Rhipidura atra atra Salvadori, 1876 — chaîne Centrale (Nouvelle-Guinée) et monts Arfak ;
- Rhipidura atra vulpes Mayr, 1931 — monts Cyclope.